# Тріарії

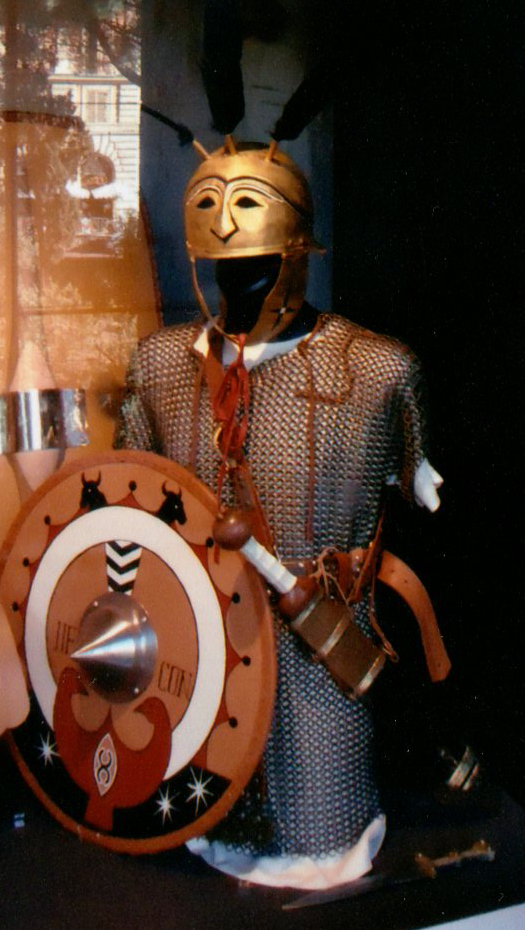
Реконструкція панциру, гладіуса і щита тріарія на виставці в Амфітеатрі Флавіїв, Рим

Тріа́рії (від лат. triarii, однина triarius) — в армії Стародавнього Риму — воїни важкої піхоти римського легіону в IV—II ст. до н. е.. Спочатку належали до першого майнового класу, мали повне захисне озброєння, довгі списи і мечі, становили третю лінію в бойовому порядку (звідси назва); з III століття до н. е. — Воїни 40-45 років, озброєні мечами і пілумами (важкі метальні дротики); в бій вводилися у вирішальний момент. За Полібієм, тріарії (тріархи) — люди, які відслужили, як мінімум, 15 років в армії. В епоху Республіки легіон не мав даного поділу)

## Тріарії у складі легіону
Згідно з Полібієм та Лівієм, у складі легіону тріаріїв було вдвічі менше, ніж гастатів та принципів. Вони становили десять маніпул по 60 чоловік у кожній, очолюваних центуріоном. У тому випадку, коли передні дві лінії гастатів і принципів були зламані натиском противника, тріарії утворювали фалангу, яка повинна була зупинити ворожі війська і дати перегрупуватися відступаючим переднім двом лініями піхоти. Вираз «справа дійшла до тріаріїв» зазвичай означав критичний момент в ході битви. Зрідка тріарії використовувалися для флангового удару.
Також тріарії застосовувалися у випадку несподіваного тилового або флангового заходу ворожої кавалерії. У першому випадку вони утворювали фалангу, а в другому, завдяки маніпулярному поділу, переміщалися у бік атакованого флангу, де підтримували війська ауксіларіїв.
Часто тріарії не розгорталися на полі бою, а охороняли військовий табір. Так, наприклад, трапилося під час битви при Каннах; дослідники припускають, що якби 10000 тріаріїв були виставлені на полі бою, вони змогли б протистояти нумідійській кінноті Ганнібала.
Після реформи Марія тріарії увійшли до складу когорти, зберігши свій титул, але втративши особливе озброєння.

## Озброєння
Тріарії комплектувалися з найдосвідченіших ветеранів римського війська, які могли собі дозволити придбати найкраще спорядження. На відміну від решти класів важкої піхоти, тріарії були озброєні довгим ударним списом замість пілума. Крім цього тріарії несли великий щит — скутум (до Другої Пунічної війни — овальний бронзовий щит). Також в оснащення тріаріїв входили поножі, шолом та бронзовий панцир (або лорика гамата).